# Álex Baño
 Alex Baño Canellas   (Corbera de Llobregat, Barcelona, España, 18 de mayo de 2000) es un futbolista español. Juega de portero y su equipo es la Unió Esportiva Vilassar de Mar de la Tercera RFEF.

## Trayectoria
Se formó en las categorías inferiores del Futbol Club Barcelona.
En 2019 se unió al CF Pobla de Mafumet. La temporada siguiente se fue a Santfeliuenc FC donde jugó 18 partidos. La temporada 2021/2022 la repartio entre EC Granollers y Futbol Club Santboià , jugando 7 y 8 partidos respectivamente. Para ser fichado por S. D. Ponferradina"B" en el año 2022 pasando a jugar en su filial, y siendo convocado en varias ocasiones con el primer equipo que milita en la Segunda División de España. Tras el descenso del equipo a 1° RFEF, el jugador queda en libertad, fichando por Unió Esportiva Vilassar de Mar, equipo de 3° RFEF.

## Clubes
| Club                           | País   | Año       |
| ------------------------------ | ------ | --------- |
| Futbol Club Barcelona          | España | 2018-2019 |
| CF Pobla de Mafumet            | España | 2019-2020 |
| Santfeliuenc FC                | España | 2020-2021 |
| EC Granollers                  | España | 2021-2022 |
| Futbol Club Santboià           | España | 2021-2022 |
| S. D. Ponferradina “B”         | España | 2022-2023 |
| S. D. Ponferradina             | España | 2023      |
| Unió Esportiva Vilassar de Mar | España | 2023-2024 |